# 박해철
박해철(朴海澈, 1965년 10월 8일~)은 대한민국의 정치인이다. 제22대 국회의원이다.
제22대 국회의원 선거를 앞두고 더불어민주당 소속으로 안산시 병 선거구에 전략공천을 받았으나 공천이 번복되면서 안산시 을, 안산시 병 선거구 통합경선을 치르게 되었다. 통합경선 결과 안산시 병 선거구에 공천이 확정되었다. 본 선거 결과 54.18%의 득표율을 기록하면서 제22대 국회의원으로 당선되었다.

## 학력
- 1981~1984 영남공업고등학교 졸업
- 1984~1991 영남대학교 공과대학 토목공학 학사
- 2012~2014 단국대학교 부동산건설대학원 도시계획학 석사

## 경력
- 1990년 4월: 한국토지공사 근무
- 2010년 7월~2016년 6월: LH노동조합 위원장
- 2013년 8월~2017년 7월: 공기업정책연대 의장
- 2013년 9월~2017년 3월: 전국공공산업노동조합연맹 수석부위원장
- 2017년 2월~: 한국노동조합총연맹 부위원장
- 2017년 3월~: 전국공공산업노동조합연맹 위원장
- 2017년 5월~: 더불어민주당 중앙위원 및 당무위원
- 2017년 12월~: (재)공공상생연대기금 이사
- 고용노동부 산업재해보상보험 및 예방심의위원회 위원
- 2017년 12월~2018년 10월: 더불어민주당 전국노동위원회 부위원장
- 더불어민주당 민생연석회의 위원
- 더불어민주당 조직강화특별위원회 위원
- 2018년 7월~2018년 8월: 더불어민주당 전국대의원대회준비위원회 위원
- 2018년 7월~2018년 8월: 더불어민주당 중앙당선거관리위원회 부위원장
- 2018년 7월~2018년 8월: 더불어민주당 중앙당공직선거후보자추천관리위원회 위원
- 2018년 10월~2022년 11월: 더불어민주당 전국노동위원회 위원장
- 2019년 1월~: 중앙노동위원회 근로자위원
- 2023년 8월~: 더불어민주당 정책위원회 부의장
- 2024년 1월~2024년 4월: 더불어민주당 대변인(노동)
- 2024년 4월~2025년 8월: 더불어민주당 대외협력위원장
- 2024년 4월 10일: 대한민국 제22대 국회의원 선거 당선(경기 안산시 병, 더불어민주당, 초선)
- 2024년 5월~: 더불어민주당 경기도당 안산시 병 지역위원회 위원장
- 2025년 3월~: 더불어민주당 경기도당 기본사회위원회 수석부위원장
- 2025년 8월~: 더불어민주당 다문화위원장
- 2025년 8월~: 더불어민주당 대변인

### 의정 활동
- 2024년 5월 30일~: 제22대 국회의원(경기 안산시 병, 더불어민주당, 초선)
  - 2024년 6월~: 제22대 국회 전반기 환경노동위원회 위원

## 역대 선거 결과
| 실시년도 | 선거   | 대수 | 직책     | 선거구         | 정당         | 득표수   | 득표율          | 순위 | 당락 | 비고 |
| -------- | ------ | ---- | -------- | -------------- | ------------ | -------- | --------------- | ---- | ---- | ---- |
| 2024년   | 총선   | 22대 | 국회의원 | 경기 안산시 병 | 더불어민주당 | 59,317표 | \| \| 54.18% \| | 1위  |      | 초선 |
|          | 54.18% |      |          |                |              |          |                 |      |      |      |

## 소속 정당
| 소속 정당 | 소속 정당    | 소속 기간 | 비고      |
| --------- | ------------ | --------- | --------- |
|           | 더불어민주당 | 2018~현재 | 정계 입문 |

## 같이 보기
- 안산시 병
- 안산시의 국회의원
- 안산시 단원구의 국회의원